# Abdoulaye Seye

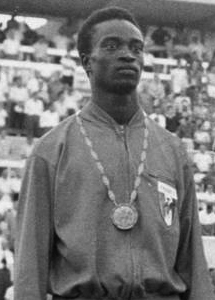
Abdoulaye Seye (1960)

Abdoulaye Seye (* 30. Juli 1934 in Saint-Louis, Senegal; † 13. Oktober 2011 in Thiès) war ein senegalesischer Leichtathlet, der für Frankreich startete.

## Karriere
1959 gewann der Sprinter bei den Mittelmeerspielen Gold über 100 m. Bei den Olympischen Sommerspielen 1960 errang er über 200 m mit seiner persönlichen Bestzeit von 20,7 s Bronze hinter dem Italiener Livio Berruti (20,5 s) und dem US-Amerikaner Lester Carney (20,6 s). Über 100 m erreichte er das Viertelfinale, in der 4-mal-100-Meter-Staffel schied er mit der französischen Mannschaft im Vorlauf aus.
Über 200 m wurde er 1956 und 1959 französischer Meister, 1958 Vizemeister. 1959 wurde er außerdem Meister über 100 m.